# Classe Radetzky
Le unità della classe Radetzky furono delle navi da battaglia pre-dreadnought della k.u.k. Kriegsmarine austro-ungarica.

## Caratteristiche
Le unità della Classe Radetzky pur essendo di costruzione solida con una protezione ben distribuita ed essendo notevolmente armate con gli ottimi pezzi di costruzione Škoda, allo scoppio del primo conflitto mondiale, con l'avvento delle navi da battaglia monocalibro erano di concezione ormai sorpassata. La classe comprendeva le corazzate Radetzky, Erzherzog Franz Ferdinand e Zrinyi. Le unità della classe sono state tutte costruite dallo Stabilimento Tecnico Triestino nel cantiere navale San Marco di Trieste. La classe viene anche denominata Classe Erzherzog Franz Ferdinand in quanto l'unità capoclasse Radetzky è in realtà entrata in servizio successivamente all'unità gemella Erzherzog Franz Ferdinand.

## Servizio
Le unità della classe vennero messe in servizio nell'Adriatico nella base di Pola, costituendo la 2ª Divisione della 1ª Squadra da Battaglia e durante il conflitto stazionarono quasi sempre nei porti sicuri senza impegnare il nemico. La loro unica azione da menzionare venne effettuata il 24 maggio 1915 giorno di entrata in guerra dell'Italia quando le tre unità della classe cannoneggiarono varie località della costa adriatica bombardando in particolare Senigallia ed il porto e la città di Ancona.
Nell'autunno del 1918, quando la situazione bellica si dimostrò ormai irrimediabilmente compromessa per l'Austria-Ungheria, nel tentativo di scongiurare il disfacimento del proprio impero l'imperatore Carlo I decise di cedere l'intera flotta allo Stato degli Sloveni, dei Croati e dei Serbi appena costituitosi. A pochi giorni dalla fine della guerra, il 31 ottobre, l'ammiraglio Miklós Horthy consegnò la flotta ancorata a Pola agli ufficiali del nuovo stato che condussero le navi prima a Buccari e poi a Spalato. Avendo però gli alleati deciso diversamente sulla sorte della flotta asburgica le navi della classe vennero consegnate agli alleati e rimorchiate in Italia per la demolizione.

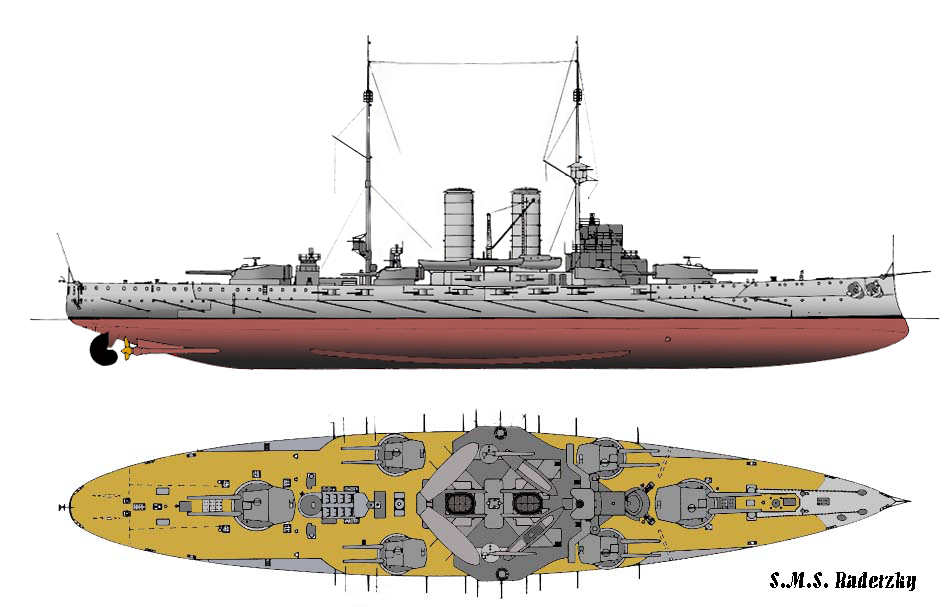
Profilo e pianta della classe